# O.H. Sjögrens möbelfabrik
O.H. Sjögren är en möbelfabrik i Tranås i Småland. Företaget har varit verksamt i över 110 år och är därmed ett av de äldsta verksamma möbeltillverkande företagen i Sverige. Sedan 1950-talet har O.H. Sjögren tillverkat möbler designade av formgivaren Carl Malmsten. På 50- och 60-talen ägnade Carl Malmsten mycket tid på O.H. Sjögren för att utveckla sitt möbelprogram. 
Företaget startade som ett sadelmakeri år 1902 och grundades av Oskar Herbert Sjögren. På den tiden var det huvudsakligen vagnsäten till hästdroskor som företaget tillverkade. Då bilen konkurrerade ut hästen som färdmedel övergick företaget till att tillverka möbler. Från 30-talet var möbeltillverkning den dominerande verksamheten och O.H. Sjögren blev ett känt begrepp inom möbeltillverkning i hela landet. 
I slutet av 1950-talet var Carl Malmsten på jakt efter företag som kunde tillverka en ny serie möbler som var ämnade för den breda allmänheten. Han ville därför hitta någon som kunde producera i större skala utan att göra avkall på de krav han ställde på kvalitet och hantverksutförande.
Efter att ha rest runt i Småland i jakt på tillverkare av soffor och fåtöljer föll hans val på O.H. Sjögren i Tranås. I samarbete med bröderna Gustav och Olle Sjögren komponerade Carl Malmsten många av de modeller som har blivit klassiska. 
I dag drivs företaget vidare av Oskar Herberts sonsons son, Håkan Sjögren. Carl Malmstens möbler utgör fortfarande en stor del av företagets produktion. Några av de Malmstensmodeller som än i dag tillverkas på O.H. Sjögren är fåtöljerna Farmor, Rundrygg, Jättepaddan, Lata Greven och Samsas.
Den omsättningsmässigt största produkten på O.H. Sjögrens är i dag företagets egna innovation - fåtöljen Seat Up som är anpassad för äldre och rörelsehindrade. Den bygger på en av Håkan Sjögren patenterad teknik som innebär att användarens kroppsvikt lagras i stolen vid nedsittning vilket ger en dämpad rörelse ner till ett tillbakalutat sittande. När det är dags att resa sig får användaren hjälp till stående position genom att luta sig lätt framåt. Stolen tippas då framåt och uppåt av den energi som lagrades i stolen då man satte sig. 